# Dungeons & Dragons
Dungeons & Dragons (D&D, DnD; Подземелья и драконы) — настольная ролевая игра в жанре фэнтези, разработанная Гэри Гайгэксом и Дэйвом Арнесоном. Впервые издана в 1974 году компанией «Tactical Studies Rules, Inc.» (TSR). С 1997 года издаётся компанией «Wizards of the Coast» (WotC).

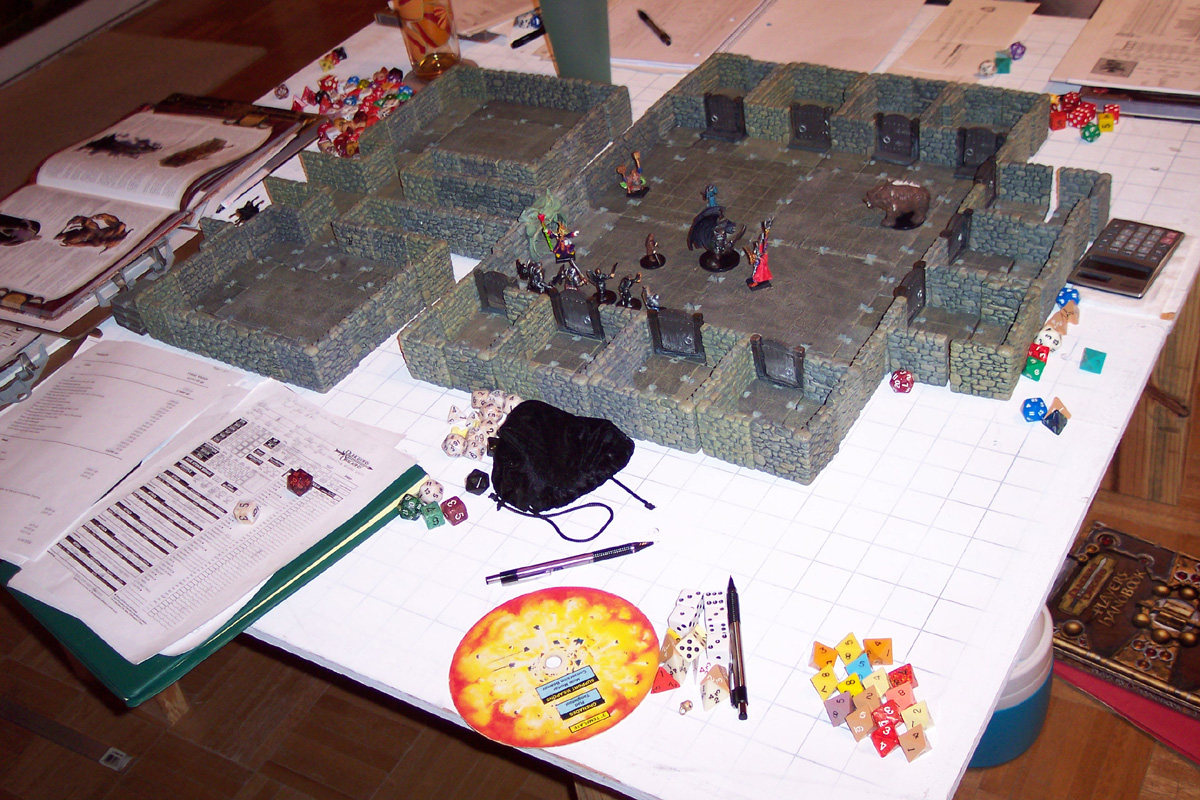
Пример игровой сессии D&D

## Создание
Изначально Dungeons & Dragons представляла собой дополнение к настольному варгейму «Chainmail». Основным отличием являлось введение в игру различных фантастических существ и волшебных предметов. Впоследствии под управлением игроков оказались не военные отряды, а отдельные персонажи, действие игр было перенесено в подземелья. Ведущий (Dungeon Master, мастер подземелий) является арбитром и рассказчиком. Игроки создают группу из нескольких персонажей, которая взаимодействует с окружающим миром, разрешает различные конфликты, участвует в сражениях и получает награды.
Ранний успех Dungeons & Dragons привёл к распространению схожих игровых систем. В 1977 году система была разделена на две ветви: более простая в освоении Dungeons & Dragons (D&D) и более структурированная Advanced Dungeons & Dragons (AD&D). В 1989 году было опубликовано второе издание AD&D. В 2000 году первоначальная серия игр D&D была прервана, изданная третья редакция AD&D с новой системой была переименована в D&D, которая легла в основу d20 System. В 2008 году была опубликована четвёртая редакция, а в 2014 — пятая. Кроме того, со второй половины 2000-х годов вокруг игры возникло так называемое «Возрождение старой школы», которое стало в итоге относительно значимым явлением в настольных ролевых играх.
Присутствие различных фантастических существ позволяет сравнивать Dungeons & Dragons с творчеством Дж. Р. Р. Толкина, хотя Гайгэкс утверждал, что влияние романа «Властелин колец» было незначительным, а использование его элементов — всего лишь маркетинговым ходом. Впоследствии на D&D оказало влияние творчество других писателей (например, Роберта Говарда, Эдгара Берроуза, Майкла Муркока, Роджера Желязны, Пола Андерсона).

## Структура
В игре участвуют ведущий (так называемый «мастер») и несколько игроков, число которых варьируется в зависимости от редакции и пожеланий участников. Обычно один игрок руководит в игровом мире действиями одного персонажа. Мастер действует от лица всех неигровых персонажей, описывает окружающую среду и происходящие в ней события.
В течение игры каждый участник задаёт действия для своего персонажа, а результаты действий определяются мастером в соответствии с правилами. Случайные события моделируются броском кубика. Иногда решения мастера могут не соответствовать правилам. Это является Золотым правилом игры: «ДМ всегда прав», так называемым «мастерским произволом».
Традиционно руководство игры или свод правил включает в себя три книги: «Player’s Handbook», «Dungeon Master’s Guide» и «Monster Manual». Также существуют различные дополнения, которые мастер может использовать по своему усмотрению.
Иногда для игры используются различные карты, чтобы визуально изобразить ситуации в игре, также могут использоваться фигурки персонажей и их противников. Но основным, а иногда и единственным требованием для игры является наличие листов персонажей и набора кубиков — дайсов — игральных костей с заданным числом сторон (d4, d6, d8, d10, d12, d20, d100 (процентовый кубик)).

## Редакции
Правила Dungeons & Dragons прошли через несколько редакций.

### Оригинальная редакция и её версии
Оригинальные правила были опубликованы в 1974 и были дополнены в следующие два года. Официальные и популярные неофициальные дополнения публиковались в журналах The Strategic Review и Dragon.
В 1977 TSR выпустила две новые версии: Advanced Dungeons & Dragons и Dungeons & Dragons.
Dungeons & Dragons был облегчённой (вводной) версией игры. В 1977 году Dungeons & Dragons Basic Set, также называемый Вторым изданием, был выпущен в боксовой версии. Это издание было исправлено в 1981, одновременно с выпуском Expert Set, дополняющего основные правила. Между 1983 и 1985 было выпущено Третье издание серией из пяти боксовых наборов: Basic Rules, Expert Rules, Companion Rules, Master Rules и Immortal Rules. В 1991 году правила Dungeons & Dragons были переизданы. Это издание включило в себя Dungeons & Dragons Game (вводные правила) и Dungeons & Dragons Rules Cyclopedia (руководство, включающее материал из Basic, Expert, Companion и Master Rules). В 1994 набор был переименован в Classic Dungeons & Dragons Game, а в 1999 переиздан в виде Dungeons & Dragons Adventure Game.
Advanced Dungeons & Dragons (AD&D) был более сложной версией игры. Между 1977 и 1979 были выпущены три крупные книги правил, называемые Основным руководством: Player’s Handbook (PHB), Dungeon Master’s Guide (DMG) и Monster Manual (MM).

### 2-я редакция
В 1989 году AD&D был переиздан (Вторая редакция). Правила снова были собраны в виде трёх книг. Они включали дополнения и исправления, которые были опубликованы в течение прошедшего десятилетия. Monster Manual был переделан в Monstrous Compendium, на основе которого в 1993 был сделан Monstrous Manual.
Вторая редакция была сильно переделана. Под влиянием общественности были удалены такие классы, как assassin (убийца) и monk (монах). Демоны и дьяволы были сначала переименованы, а затем полностью удалены из игры, несмотря на протесты поклонников игры. Целевой возраст игры был снижен.
В 1995 Основное руководство было переиздано с небольшими дополнениями. Среди поклонников это переиздание получило название AD&D 2,5.
В 1997 компания TSR была куплена Wizards of the Coast. Новая компания немедленно начала разрабатывать новую версию игры.

### 3-я и 3,5 редакции
В 2000 Wizards of the Coast представила третье издание D&D, сильно отличающееся от предыдущих. Третья редакция правил была направлена на создание большой гибкости правил и стандартизации механики действий. Основа правил была вынесена в отдельную систему d20, доступную по Open Game License.
В 2003 было выпущено издание D&D 3.5. Оно включило множество незначительных изменений и расширений для Третьей редакции.
В августе 2006 правила D&D 3.5 были впервые официально изданы на русском языке владеющим в этот момент лицензией на издание D&D в России издательством АСТ (перевод под редакцией А. Ленского).

### 4-я редакция
В августе 2007 была анонсирована 4-я редакция, которая вышла в июне 2008 года. Предварительные материалы (книги Wizards Presents: Classes and Races и Wizards Presents: Worlds and Monsters) были выпущены в декабре 2007 и январе 2008.
Основными отличиями 4-й редакции являются:
- увеличение количества уровней класса с 20 до 30,
- значительное усиление влияния выбранной расы на возможности персонажа,
- изменение в списке доступных для игры рас,
- введение специализаций для воинов («быстрый» или «мощный» стиль боя),
- изменение существующей системы мировоззрения,
- новый базовый сеттинг (игровой мир)

### 5-я редакция
В июле 2014 была выпущена 5-я редакция. Упрощённые правила игры были опубликованы в бесплатном доступе на официальном сайте Wizards of the Coast. В этой pdf-документации была вырезана большая часть классов, рас и предысторий, многие правила для ДМ и большинство монстров. Вместе с новой редакцией Wizards of the Coast анонсировала D&D Adventure League. 5-я редакция во многом «возвращала к корням» D&D, в частности, вернулась прежняя система мировоззрений.
В декабре 2018 года издательство Hobby World объявило, что выпустит Dungeons and Dragons 5 редакции на русском языке. В июле 2019 года вышел Dungeons and Dragons Стартовый набор, в октябре — Книга игрока, в декабре — Энциклопедия чудовищ. В 2020 году издательство выпустило Руководство мастера подземелий. В 2021 издательство анонсировало выпуск приключения Врата Балдура: Нисхождение в Авернус и книги Руководство Занатара по всему.

## Игра

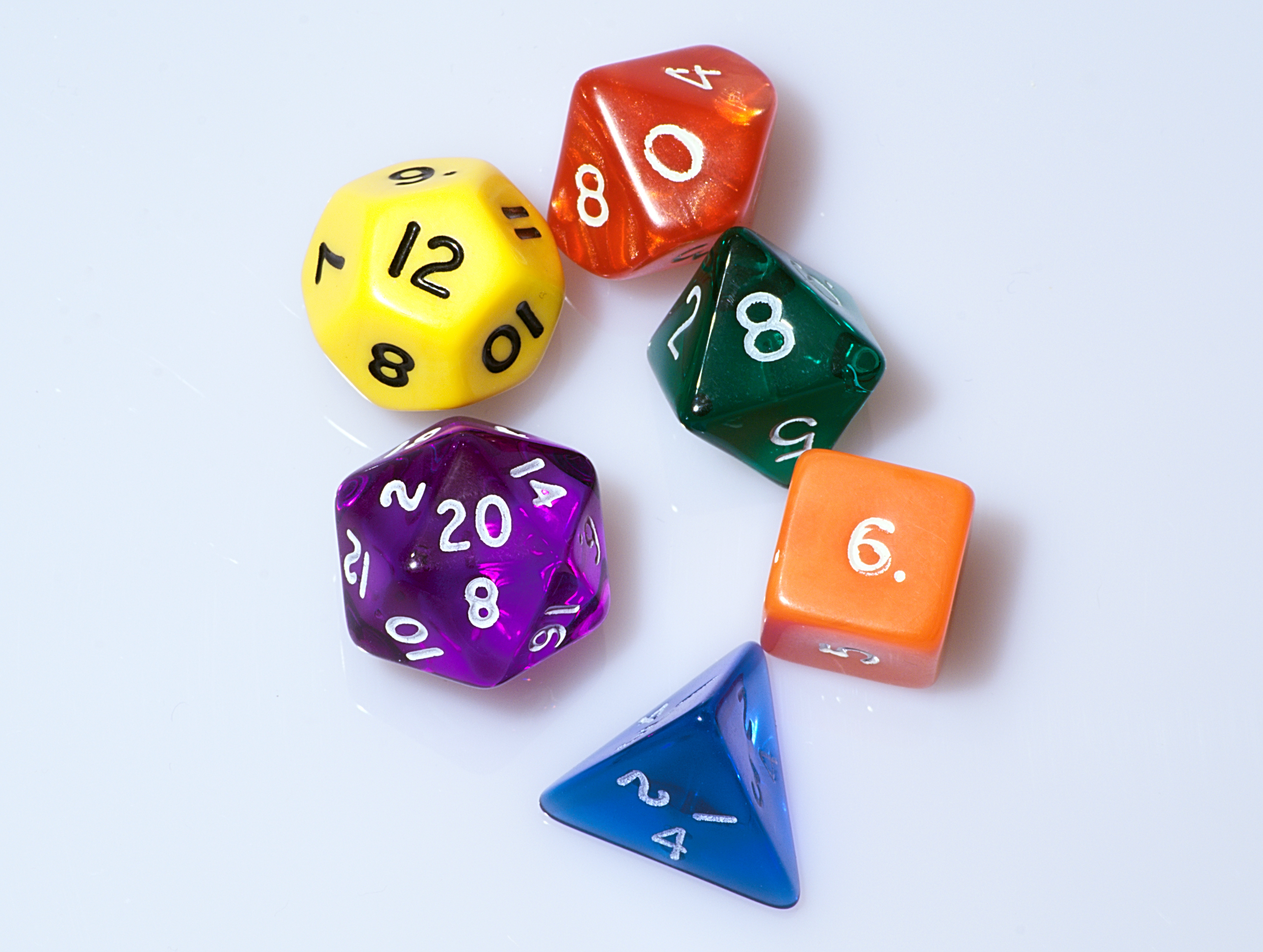
D&D использует многогранные кости для разрешения внутриигровых событий. Они сокращены буквой «d» (от английского слова dice (игральный кубик)), за которой следует число сторон. Показаны против часовой стрелки снизу: d4, d6, d8, d10, d12 и d20 кости. Пара d10 может использоваться вместо процентника (d100)

### Создание персонажей
Перед началом игры каждый игрок создаёт персонажа — своё воплощение в игровом мире. Для этого в первую очередь определяются его базовые параметры: сила, телосложение, ловкость, интеллект, мудрость и харизма. Классически — броском 3d6 (трёхкратным броском шестигранного кубика), что даёт разброс от 3 до 18, но обычно используется бросок 4d6, причём значение кости, на которой выпало наименьшее число, отбрасывается, а значения остальных складываются. Такой вариант также даёт распределение от 3 до 18, но более смещённое в сторону 18: вероятность появления минимума снижается в 6 раз, а вероятность появления максимума увеличивается в 2 раза. В 5 редакции основным методом определения характеристик является выбор из набора стандартных значений [15, 14, 13, 12, 10, 8]. Кроме этих двух, есть и другие альтернативные способы, описание которых дано в Книге игрока (Для версии 3.5 в книге Мастера (Dungeon Master’s Guide)). Затем игрок выбирает расу и класс своего персонажа. После этого игрок может выбрать навыки и умения, которыми персонаж будет обладать, а также обозначить его мировоззрение. Возможно также выбрать божество, которому персонаж поклоняется. Под конец игроку необходимо должным образом экипировать персонажа: доспехи и оружие для воина, свитки и магические вещи для волшебника, отмычки и прочие специальные инструменты для вора и так далее.
Также, по согласованию с мастером, игрок может составить квенту — биографию персонажа, которая нужна, чтобы персонаж лучше вписывался в игровой мир.
В процессе игры персонаж может изменить свои параметры, улучшить их благодаря полученному опыту.

### Процесс игры
В течение игры партия (игроки, действующие вместе) путешествует по миру и выполняет различные миссии и задания. В процессе путешествий персонажи по усмотрению ДМ’а получают опыт, который тем или иным способом способствует улучшению характеристик персонажа. Также персонажи зарабатывают деньги и получают экипировку.
Игра может включать в себя множество более мелких игр, где персонажи переходят из одной в другую. Она может заканчиваться после выполнения определённой миссии, а может продолжаться бесконечно.
В целом, процесс игры по системе D&D не отличается от игр по другим настольным системам.

### Приключения и кампании
Типичная игра Dungeons & Dragons состоит из «приключения», которое примерно эквивалентно одной истории. DM может либо создать оригинальное приключение, либо следовать одному из многих готовых приключений (также называемыми «модули»), которые публикуются на протяжении всей истории Dungeons & Dragons. Опубликованные приключения обычно включают в себя историю, иллюстрации, карты и цели, которые требуется достичь игрокам. Некоторые из них включают описание местоположения и раздаточные материалы. Хотя небольшое приключение «Temple of the Frog» было включено в дополнение к правилам Блэкмура в 1975 году, первым самостоятельным модулем D&D, опубликованным TSR, был «Steading Of The Hill Giant Chief», написанный Гайгэксом.
Связанная серия приключений обычно называется «кампания». Места, где происходят эти приключения, такие как город, страна, планета или вся вымышленная вселенная, называются «сеттингом кампании» или «миром». Сеттинги D&D основаны на различных жанрах фэнтези и имеют различные уровни и типы магии и технологий. Помимо использования готовых сеттингов, мастер может разрабатывать свои собственные вымышленные миры для использования в качестве сеттинга кампании.

### Миниатюры
Подобно своим предшественникам, Dungeons & Dragons использует миниатюры для отображения участников сражения. В первом издании требовалось наличие миниатюр настольного варгейма «Chainmail», однако в последующих редакциях роль миниатюр была снижена, благодаря возможности описывать ход сражения в устной форме.
В 1970-е годы многие компании начали использовать популярность Dungeons & Dragons и специализироваться на выпуске миниатюр. Официально этим занимались Grenadier Miniatures, Citadel Miniatures, Ral Partha и TSR. Большинство миниатюр имело высоту 25 миллиметров.
Периодически Dungeons & Dragons возвращается к истокам и предлагает дополнительные правила для миниатюр.

## Официальные сеттинги
Официальные сеттинги (игровые миры) Dungeons & Dragons:
- Greyhawk[англ.] — с рождения D&D, 1974; первая отдельная книга — 1975. В настоящее время официально поддерживается Wizards of the Coast. В этом сеттинге происходит действие компьютерной ролевой игры The Temple of Elemental Evil: A Classic Greyhawk Adventure.
- Mystara[англ.] — с конца 1970-х. Не поддерживается официально с 1999. Именно по этому миру был снят фильм «Подземелья и драконы» 2000 года. В состав сеттинга входят следующие подсеттинги:
  - Blackmoor[англ.] — с рождения D&D, 1974; первая отдельная книга — 1979. Поддерживается компанией Zeitgeist Games.
  - Hollow World[англ.] — c 1990. Не поддерживается официально с 1999.
  - Red Steel[англ.] — с 1994. Не поддерживается официально с 1999.
- Ravenloft — с 1983. С 2002 до 2006 года поддерживался компанией Arthaus, в 2006 Wizards of the Coast отозвала лицензию.
- Dragonlance — с 1984. С 2002 до 2007 года поддерживался компанией Sovereign Press[англ.], весной 2007 Wizards of the Coast отозвала лицензию.
- Forgotten Realms — c 1987. В настоящее время официально поддерживается Wizards of the Coast. В этом сеттинге происходит действие таких компьютерных ролевых игр, как Baldur's Gate, Icewind Dale, Neverwinter Nights. В состав этого сеттинга входят подсеттинги (они не поддерживаются с 1999 года):
  - Kara-Tur[англ.] (Oriental Adventures) — с 1986.
  - Al-Qadim (Arabian Adventures) — с 1992.
  - Maztica — с 1991.
- Spelljammer — с 1989. Не поддерживается официально с 1999, официально переиздан для 5-й редакции D&D в 2022 году.
- Dark Sun — с 1990. Не поддерживается официально с 1999, официально переиздан для 4-й редакции D&D в 2010 году.
- Planescape — с 1994. Не поддерживается официально с 1999, официально переиздан для 5-й редакции D&D в 2023 году. В этом сеттинге происходит действие компьютерной ролевой игры Planescape: Torment.
- Birthright — с 1995. Не поддерживается официально с 1999.
- Eberron — с 2004. В настоящее время официально поддерживается Wizards of the Coast. В этом сеттинге происходит действие компьютерной MMORPG Dungeons & Dragons Online, стартовавшей в 2006 г.

Кроме того, для D&D были созданы официальные игровые сеттинги по лицензионным авторским мирам: Conan, Red Sonja и Lankhmar.
По состоянию на лето 2007 года активно поддерживаются разработчиками только сеттинги Forgotten Realms и Eberron. Сеттинг Greyhawk считается «базовым сеттингом» четвертой редакции D&D: если D&D-книга не посвящена какому-либо определённому игровому миру, подразумевается, что описываемые в ней события, личности и предметы относятся к сеттингу Greyhawk.
В настоящее время Wizards of the Coast издаёт много романов по отдельным сеттингам D&D. Такие миры как Dragonlance и Forgotten Realms больше известны благодаря именно романам, а не принадлежности к игре.

## Лицензирование
В начале истории игры TSR не предпринимал никаких действий против производства небольшими издателями материалов, совместимых с D&D, и даже лицензировал Гильдию судей для производства материалов D&D в течение нескольких лет, таких как «Город-государство Непобедимого Повелителя» (City State of the Invincible Overlord). Это отношение изменилось в середине 1980-х годов, когда TSR обратилась в суд с иском о запрете публикации совместимых материалов. Это возмутило многих поклонников и привело к возмущению со стороны других игровых компаний. Хотя TSR предпринял судебные иски против нескольких издателей, пытаясь ограничить использование третьими лицами, он никогда не доводил дела до конца, вместо этого рассматривал дело вне суда в каждой инстанции. Сам TSR столкнулся с законом об интеллектуальной собственности в нескольких случаях, в частности, после иска от Tolkien Enterprises в медиапродукции TSR исчезли упоминания о хоббитах и энтах.
С выпуском третьего издания Dungeons & Dragons компания Wizards of the Coast сделала систему d20 доступной по лицензии Open Game (OGL) и лицензии по торговой марке d20. По этим лицензиям авторы могли свободно использовать систему d20 при написании игр и игровых приложений. Благодаря лицензии на торговые марки OGL и d20 появились новые игры, некоторые из которых основаны на лицензионных продуктах, таких как Star Wars, и новые версии и старых игр, таких как Call of Cthulhu.
С выпуском четвёртого издания Wizards of the Coast представила свою лицензию на игровую систему, которая представляет собой значительное ограничение по сравнению с очень открытыми политиками, воплощёнными в OGL. Частично в ответ на это некоторые издатели (такие как Paizo Publishing с их ролевой игрой Pathfinder), которые ранее производили материалы в поддержку линейки продуктов D&D, решили продолжить поддерживать правила третьего издания, тем самым непосредственно конкурируя с Wizards of the Coast. Другие, такие как Kenzer & Company, возвращаются к практике публикации нелицензионных приложений и утверждают, что закон об авторском праве не позволяет Wizards of the Coast ограничивать использование третьей стороной.
В течение 2000-х годов наблюдалась тенденция к возрождению и воссозданию более старых выпусков D&D, известных как «Возрождение старой школы». Castles & Crusades(2004), созданный Troll Lord Games, представляет собой переосмысление ранних выпусков путём оптимизации правил OGL. Это, в свою очередь, вдохновило на создание «ретро-клонов» игр, которые более точно воссоздают исходные наборы правил, используя материал, помещённый под OGL, наряду с не защищёнными авторским правом механическими аспектами старых правил, чтобы создать новую презентацию игр.
Наряду с публикацией пятого издания Wizards of the Coast установил двусторонний подход к лицензированию. Суть правил пятого издания стала доступна в рамках OGL, а издателям и независимым создателям также была предоставлена возможность создавать лицензионные материалы непосредственно для Dungeons & Dragons и связанных с ними свойств, таких как Forgotten Realms, в рамках программы под названием «Гильдия DM» (DM’s Guild). Гильдия DM не функционирует в рамках OGL, но использует соглашение сообщества, направленное на содействие либеральному сотрудничеству между создателями контента.

## Сопутствующие товары
Коммерческий успех D&D привёл к появлению многих других сопутствующих продуктов, включая журнал Dragon, Dungeon, анимационный телесериал, серию фильмов, саундтрек к ролям, романы, а также многочисленные компьютерные и видеоигры. В магазинах хобби и игрушек продаются игры в кости, миниатюры, приключения и другие игровые пособия, связанные с D&D и его ответвлениями.

### Экранизации
В 1983 году вышел анимационный сериал «Подземелье драконов», состоящий из трех сезонов и 27 эпизодов.
В 2000 году вышел фильм «Подземелье драконов», в 2005 году его сиквел с подзаголовком «Источник могущества», в 2012 году триквел с подзаголовком «Книга заклинаний».
В 2023 году вышла фэнтезийная комедия «Подземелья и драконы: Честь среди воров», основанная на сеттинге D&D.
В январе 2023 года анонсировали производство кинематографического сериала по сценарию Роусона Маршалла Тербера. Сериал заказан стриминговым сервисом Paramount+, пока сообщается о подготовке первого сезона, состоящего из 8 серий.

## В культуре
Отсылки к игре многократно фигурируют в американском телесериале «Очень странные дела» начиная с первого эпизода первого сезона. Отмечалось, что наряду с изоляцией, вызванной пандемией COVID-19, использование игры в сериале вызвало всплеск интереса к ней. В рамках 5-го издания игры был выпущен стартовый набор по мотивам сериала.